# ژنگ جی (زیست‌شیمی‌دان)
ژنگ جی (چینی: 郑集، انگلیسی: Zheng Ji؛ زاده ۶ مهٔ ۱۹۰۰ - درگذشته ۲۹ ژوئیه ۲۰۱۰) یک شیمی‌دان، و زیست‌شناس اهل چین بود. وی مشهور بود که قدیمی‌ترین استاد جهان و بنیانگذار علوم تغذیه مدرن در چین است، زیرا تا سن ۱۱۰ سالگی زندگی کرده‌است.